# Elaeagia karstenii
Elaeagia karstenii är en måreväxtart som beskrevs av Paul Carpenter Standley. Elaeagia karstenii ingår i släktet Elaeagia och familjen måreväxter. Inga underarter finns listade i Catalogue of Life.